# Temporada 1973 de las Grandes Ligas de Béisbol
La Temporada 1973 de las Grandes Ligas de Béisbol fue la primera temporada de juego para el Bateador designado en la Liga Americana. Kansas City Royals trasladó sus partidos en casa del Municipal Stadium al nuevo Royals Stadium, adyacente a la instalación de fútbol americano de los Chiefs, el Arrowhead Stadium. El estadio de los Royals también recibió el Juego de las Estrellas el 24 de julio y fue ganado por la Liga Nacional con un marcador de 7-1.
La Serie Mundial se llevó a cabo entre el 13 al 21 de octubre finalizó cuando Oakland Athletics derrotó en 7 juegos a New York Mets.

## Premios y honores
- MVP
  - Reggie Jackson, Oakland Athletics (AL)
  - Pete Rose, Cincinnati Reds (NL)
- Premio Cy Young
  - Jim Palmer, Baltimore Orioles (AL)
  - Tom Seaver, New York Mets (NL)
- Novato del año
  - Al Bumbry, Baltimore Orioles (AL)
  - Gary Matthews, San Francisco Giants (NL)

## Temporada Regular
Liga Americana
| División Este     | División Este | División Este | División Este | División Este | División Este | División Este |
| Equipo            | V             | D             | CTE           | JD            | LOCAL         | VISITA        |
| ----------------- | ------------- | ------------- | ------------- | ------------- | ------------- | ------------- |
| Baltimore Orioles | 97            | 65            | 0.599         | —             | 50–31         | 47–34         |
| Boston Red Sox    | 89            | 73            | 0.549         | 8             | 48–33         | 41–40         |
| Detroit Tigers    | 85            | 77            | 0.525         | 12            | 47–34         | 38–43         |
| New York Yankees  | 80            | 82            | 0.494         | 17            | 50–31         | 30–51         |
| Milwaukee Brewers | 74            | 88            | 0.457         | 23            | 40–41         | 34–47         |
| Cleveland Indians | 71            | 91            | 0.438         | 26            | 34–47         | 37–44         |

| División Oeste     | División Oeste | División Oeste | División Oeste | División Oeste | División Oeste | División Oeste |
| Equipo             | V              | D              | CTE            | JD             | LOCAL          | VISITA         |
| ------------------ | -------------- | -------------- | -------------- | -------------- | -------------- | -------------- |
| Oakland Athletics  | 94             | 68             | 0.580          | —              | 50–31          | 44–37          |
| Kansas City Royals | 88             | 74             | 0.543          | 6              | 48–33          | 40–41          |
| Minnesota Twins    | 81             | 81             | 0.500          | 13             | 37–44          | 44–37          |
| California Angels  | 79             | 83             | 0.488          | 15             | 43–38          | 36–45          |
| Chicago White Sox  | 77             | 85             | 0.475          | 17             | 40–41          | 37–44          |
| Texas Rangers      | 57             | 105            | 0.352          | 37             | 35–46          | 22–59          |

Liga Nacional  
| División Este         | División Este | División Este | División Este | División Este | División Este | División Este |
| Equipo                | V             | D             | CTE           | JD            | LOCAL         | VISITA        |
| --------------------- | ------------- | ------------- | ------------- | ------------- | ------------- | ------------- |
| New York Mets         | 82            | 79            | 0.509         | —             | 43–38         | 39–41         |
| St. Louis Cardinals   | 81            | 81            | 0.500         | 1½            | 43–38         | 38–43         |
| Pittsburgh Pirates    | 80            | 82            | 0.494         | 2½            | 41–40         | 39–42         |
| Montreal Expos        | 79            | 83            | 0.488         | 3½            | 43–38         | 36–45         |
| Chicago Cubs          | 77            | 84            | 0.478         | 5             | 41–39         | 36–45         |
| Philadelphia Phillies | 71            | 91            | 0.438         | 11½           | 38–43         | 33–48         |

| División Oeste       | División Oeste | División Oeste | División Oeste | División Oeste | División Oeste | División Oeste |
| Equipo               | V              | D              | CTE            | JD             | LOCAL          | VISITA         |
| -------------------- | -------------- | -------------- | -------------- | -------------- | -------------- | -------------- |
| Cincinnati Reds      | 99             | 63             | 0.611          | —              | 50–31          | 49–32          |
| Los Angeles Dodgers  | 95             | 66             | 0.590          | 3½             | 50–31          | 45–35          |
| San Francisco Giants | 88             | 74             | 0.543          | 11             | 47–34          | 41–40          |
| Houston Astros       | 82             | 80             | 0.506          | 17             | 41–40          | 41–40          |
| Atlanta Braves       | 76             | 85             | 0.472          | 22½            | 40–40          | 36–45          |
| San Diego Padres     | 60             | 102            | 0.370          | 39             | 31–50          | 29–52          |

## Postemporada
|  | Campeonato de la Liga | Campeonato de la Liga | Campeonato de la Liga |   |    | Serie Mundial     | Serie Mundial | Serie Mundial |
|  |                       |                       |                       |   |    |                   |               |               |
|  | Este                  | Baltimore Orioles     | 2                     |   |    |                   |               |               |
|  | Oeste                 | Oakland Athletics     | 3                     |   |    |                   |               |               |
|  |                       |                       |                       |   | AL | Oakland Athletics | 4             |               |
|  |                       | NL                    | New York Mets         | 3 |    |                   |               |               |
|  | Este                  | New York Mets         | 3                     |   |    |                   |               |               |
|  | Oeste                 | Cincinnati Reds       | 2                     |   |    |                   |               |               |

|                                          |
| Campeón Oakland Athletics Séptimo Título |

## Líderes de la liga

### Liga Americana
Líderes de Bateo 
| Categoría           | Jugador        | Equipo | Marca |
| ------------------- | -------------- | ------ | ----- |
| Porcentaje de bateo | Rod Carew      | MIN    | .350  |
| Cuadrangulares      | Reggie Jackson | OAK    | 32    |
| Carreras Impulsadas | Reggie Jackson | OAK    | 117   |
| Carreras Anotadas   | Reggie Jackson | OAK    | 99    |
| Hits                | Rod Carew      | MIN    | 213   |
| Robo de Bases       | Tommy Harper   | BOS    | 54    |

Líderes de Pitcheo 
| Categoría         | Jugador      | Equipo | Marca |
| ----------------- | ------------ | ------ | ----- |
| Victorias         | Wilbur Wood  | CHW    | 24    |
| Derrotas          | Stan Bahnsen | DET    | 21    |
| ERA               | Jim Palmer   | BAL    | 2.40  |
| Ponches           | Nolan Ryan   | CAL    | 383   |
| Entradas Lanzadas | Wilbur Wood  | CHW    | 359.1 |
| Juegos salvados   | John Hiller  | DET    | 38    |

### Liga Nacional
Líderes de Bateo 
| Categoría           | Jugador         | Equipo | Marca |
| ------------------- | --------------- | ------ | ----- |
| Porcentaje de bateo | Pete Rose       | CIN    | .338  |
| Cuadrangulares      | Willie Stargell | PIT    | 44    |
| Carreras Impulsadas | Willie Stargell | PIT    | 119   |
| Carreras Anotadas   | Bobby Bonds     | SFG    | 131   |
| Hits                | Pete Rose       | CIN    | 230   |
| Robo de Bases       | Lou Brock       | STL    | 70    |

Líderes de Pitcheo 
| Categoría         | Jugador                       | Equipo  | Marca |
| ----------------- | ----------------------------- | ------- | ----- |
| Victorias         | Ron Bryant                    | SFG     | 24    |
| Derrotas          | Steve Carlton                 | PHI     | 20    |
| ERA               | Tom Seaver                    | NYM     | 2.08  |
| Ponches           | Tom Seaver                    | NYM     | 251   |
| Entradas Lanzadas | Jack Billingham Steve Carlton | CIN PHI | 293.1 |
| Juegos salvados   | Mike Marshall                 | MON     | 31    |